# Ignas Staškevičius

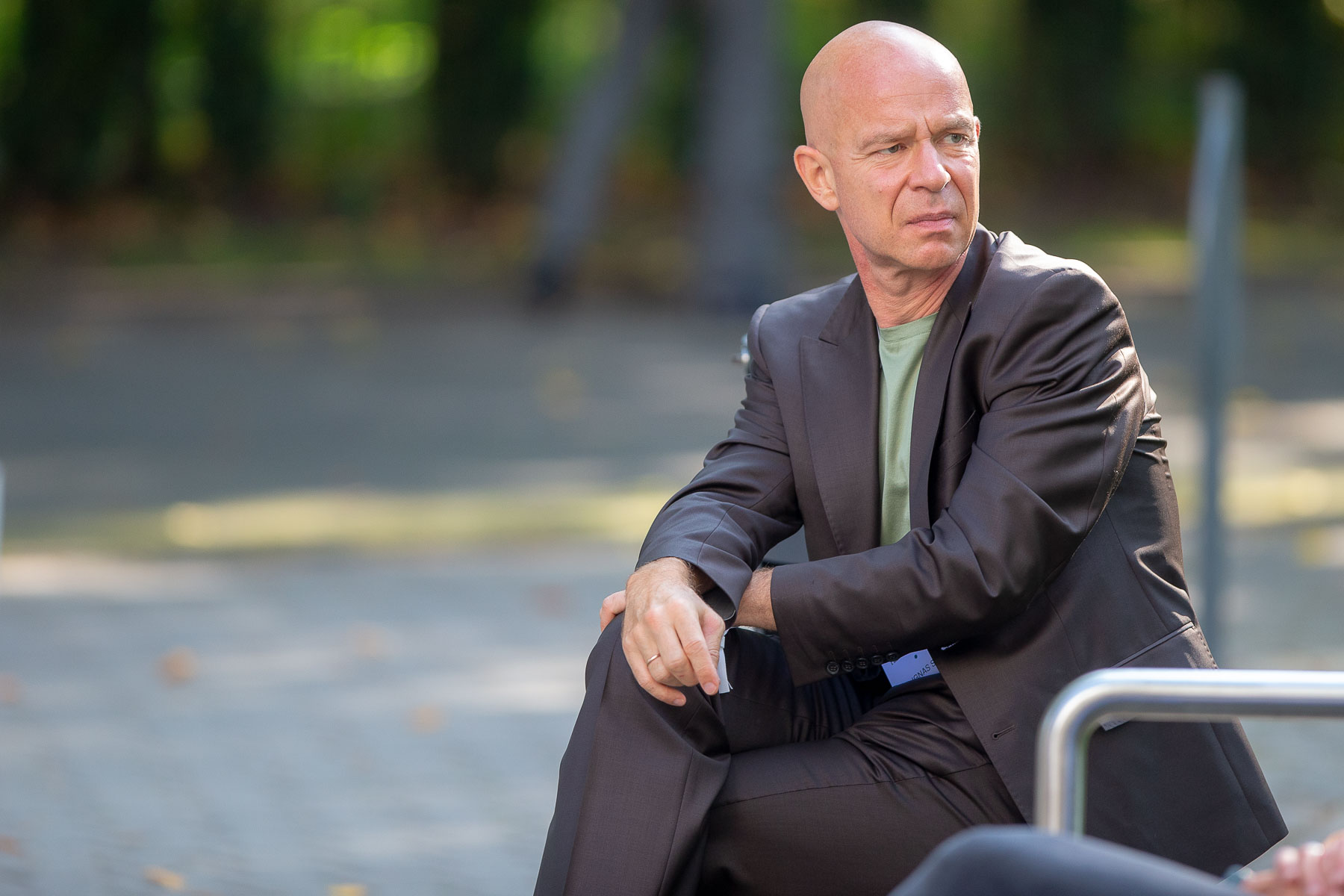
Ignas Staškevičius (2020)

Ignas Staškevičius (* 7. Mai 1970 in Vilnius) ist ein litauischer Unternehmer, Mitglied von „VP dešimtukas“. Er ist Vorstandsvorsitzender von „NDX Energija“, die 38 % am nationalen litauischen Stromversorger Leo LT hielt und Vorstandsmitglied von „Vilniaus prekyba“, in dessen Besitz NDX Energija ist.

## Ausbildung

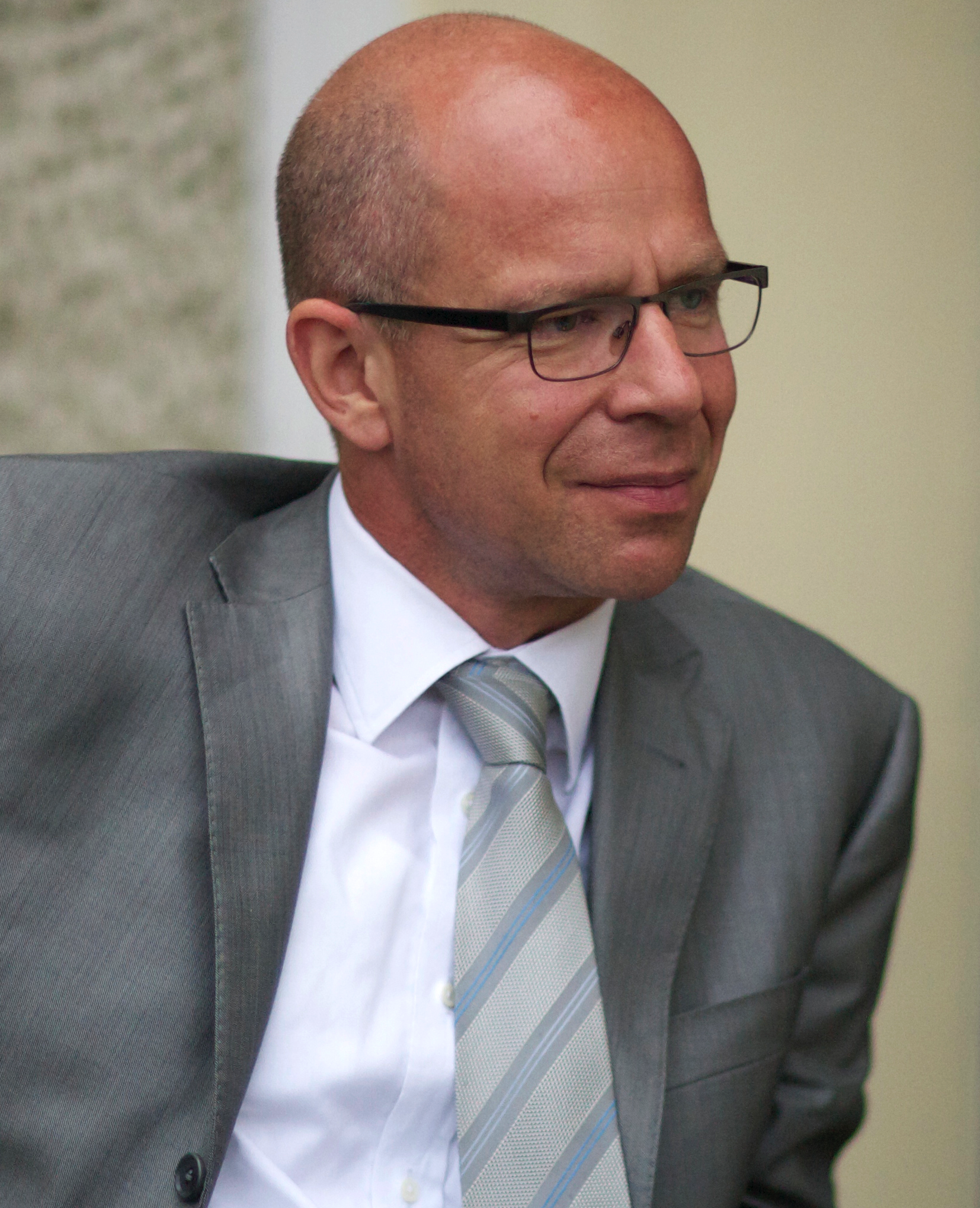
Ignas Staškevičius (2015)

Ignas Staškevičius wurde in eine Familie der Vilniusser Intelligenzija geboren. 1986 absolvierte er die 12. Mittelschule in Baltupiai und begann mit dem Diplomstudium an der Fakultät für Medizin der Universität Vilnius, wo er 1994 die Fachspezialisierung Pädiatrie erwarb. Später studierte er auch 7 Semester an der Rechtsfakultät, dieses Studium schloss er jedoch nicht ab.

## Tätigkeit
1992 begann Ignas Staškevičius mit einigen Studienkollegen seine unternehmerische Tätigkeit. Gemeinsam bauten sie den heutigen Konzern „Vilniaus prekyba“ auf, in dessen Vorstand Staškevičius seitdem Mitglied ist. Im Juli 2004 wurde er Vorstandsvorsitzender von „VP Market“ (heute „Maxima LT“), der Supermarkt-Kette der „Vilniaus prekyba“. Ab Oktober 2005 leitete er die Apothekenkette Eurovaistinė, die aufgrund der internationalen Expansion seit 2008 der Holding Euroapotheca untersteht. Im März 2008 wurde er in der Nachfolge von Darius Nedzinskas neuer Vorstandsvorsitzender der im Besitz von VP befindlichen Beteiligungsfirma „NDX Energija“, die 38 % der Anteile an „Leo LT“ hält.
Im Gegensatz zu seinen Kollegen aus dem Vorstand der „Vilniaus prekyba“ nahm er als Vertreter der privaten Wirtschaft und der neuen Unternehmergeneration Litauens häufig an öffentlichen Diskussionen und internationalen Wirtschaftskonferenzen zu wirtschaftlichen und öffentlichen Themen teil. Staškevičius veranlasste vielfach öffentlichkeitswirksame Aktionen. Während des Referendums bezüglich des Beitritts Litauens zur EU (2003) beispielsweise, konnten Wähler, die am Wahltag schon ihre Stimmen abgegeben hatten, für 1 Cent in den Supermärkten von VP Market Bier, Waschmittel und andere Waren kaufen. Er gilt deshalb als „Gesicht und Stimme“ von Vilniaus prekyba.

## Reise zur Basis
Ignas Staškevičius schrieb ein Buch „Kelias į bazę“, wo er persönliche Eindrücke seiner Tätigkeit beschrieb. Es enthält Essays, Reiseerzählungen und Texte seiner Vorlesungen.

## Ehrung
- Ehrendoktor der Sportuniversität Litauens